# EXIT TUNES PRESENTS Vocalospace feat.初音ミク
『EXIT TUNES PRESENTS Vocalospace feat.初音ミク』（エグジット・チューンズ・プレゼンツ ボカロスペース フィーチャリング・はつねミク）は、EXIT TUNESボカロコンピシリーズの第13弾となるVOCALOIDコンピレーション・アルバム。2014年9月3日発売。

## 収録曲
1. 妄想税
  - DECO*27 feat. 初音ミク （作曲、作詞：DECO*27）
2. + ♂ （プラス男子）
  - ギガP feat. 鏡音レン （作詞：れをる 作曲：ギガP）
3. EveR ∞ LastinG ∞ NighT
  - ひとしずく×やま△ feat. 初音ミク、鏡音リン、鏡音レン、巡音ルカ、KAITO、MEIKO、GUMI、神威がくぽ （作曲：ひとしずく×やま△ 作詞：ひとしずく）
    - 新規書き下ろし。「Bad ∞ End ∞ Night」シリーズ最終幕。
4. 脳漿炸裂ガール
  - れるりり feat. 初音ミク、GUMI （作曲、作詞：れるりり）
5. ココロハコブネ
  - Neru feat. 鏡音レン、鏡音リン （作曲、作詞：Neru）
6. 告白予行練習
  - HoneyWorks feat. GUMI （作曲、作詞：shito 編曲：HoneyWorks）
7. イグジスタンス
  - スズム feat. GUMI、鏡音レン （作曲、作詞：スズム）
8. 世ツ討ち横丁（single edit）
  - yuukiss feat. KAITO （作曲、作詞：yuukiss）
9. うちゅーの☆ふぁんたじー
  - ふわりP feat. GUMI’s （作曲、作詞：ふわりP）
10. デリヘル呼んだら君が来た
  - ナナホシ管弦楽団 feat. 初音ミク、IA （作曲：ナナホシ管弦楽団　作詞：岩見　陸）
11. 十六夜シーイング
  - Last Note. （作曲、作詞：Last Note.）
12. 存在証明
  - sizimi feat. 初音ミク （作曲、作詞：sizimi）
13. 嘘とぬいぐるみ
  - Dixie Flatline feat. MAYU （作曲、作詞：Dixie Flatline）
14. あのタイムトンネルを抜けて。
  - スズム feat. 鏡音レン （作曲、作詞：スズム）
15. Leia
  - ゆよゆっぺ feat. 巡音ルカ （作曲、作詞：ゆよゆっぺ）
16. 自傷無色
  - ねこぼーろ feat. 初音ミク （作曲、作詞：ねこぼーろ）
17. タイム真心
  - おにゅうP feat. 初音ミク （作曲、作詞：おにゅうP）
18. Nostalogic（MEIKO-SAN mix）
  - yuukiss feat. MEIKO （作曲：yuukiss 作詞：yuukiss/rose）